# Dâmbovicioara
Dâmbovicioara est une commune du județ d'Argeș en Roumanie, composée des villages de Ciocanu, Dâmbovicioara (résidence) et Podu Dâmboviței.

## Géographie
La commune est située à la limite nord-est du département Argeș, à la frontière avec le département de Brașov, au pied des montagnes Piatra Craiului sur le couloir Rucăr-Bran, dans le bassin hydrographique de la rivière Dâmbovicioara, y compris le point où cette eau coule dans Dâmbovița. Elle est traversée par la route nationale DN73, qui relie Pitesti à Brașov. À Podu Dâmboviței, la route départementale DJ703 bifurque de cette route, qui mène au nord du comté de Brașov jusqu'à Fundata (où elle se termine également par la DN73).